# 埼玉県立けやき特別支援学校
埼玉県立けやき特別支援学校 （さいたまけんりつけやきとくべつしえんがっこう）は、埼玉県さいたま市中央区にある埼玉県立特別支援学校である。

## 概要
当校は、埼玉県立小児医療センターおよび埼玉県立精神医療センターに入院している児童および生徒に対し、小学校および中学校の教育を行うための教育機関である。伊奈分校を設置しており、本校と伊奈分校はそれぞれ埼玉県立小児医療センターと埼玉県立精神医療センターに入院している児童および生徒を対象としている。本校は、小児医療センターの7階に所在している。2018年度（平成30年度）から、小児医療センターに入院している埼玉県立の高等学校に在籍する生徒のうち、修学の意思を強く持ち、学習意欲がある生徒に対し、埼玉県立高校生入院時学習支援を開始している。

## 沿革

### 略歴
当校は、埼玉県立小児医療センターに併設されていた埼玉県立岩槻特別支援学校が、センターの移転とともに開校した学校である。校歌は米良美一が作曲した。

### 年表
- 2016年12月27日 - 開校

## 学校教育目標
- 健康な心と体を育てます
- やさしい心と豊かな学びを育てます
- 希望をもって前に進む子を育てます

## 在籍対象者
- 本校 - 埼玉県立小児医療センターに入院している児童生徒[3]
- 伊奈分校 - 埼玉県立精神医療センターに入院している児童生徒[3]

## 交通

### 本校
- 東日本旅客鉄道（JR東日本）
  - 京浜東北線・宇都宮線・高崎線「さいたま新都心駅」より徒歩7分
  - 埼京線「北与野駅」より徒歩8分

### 伊奈分校
- 埼玉新都市交通伊奈線（ニューシャトル）「丸山駅」より徒歩8分

## 所在地

### 本校
- 埼玉県さいたま市中央区新都心1番地2

### 伊奈分校
- 埼玉県北足立郡伊奈町大字小室818-2